# Devanhalli
Devanhalli is een dorp in het district Bangalore Rural van de Indiase staat Karnataka. 

## Demografie
Volgens de Indiase volkstelling van 2001 wonen er 23.190 mensen in Devanhalli, waarvan 52% mannelijk en 48% vrouwelijk is. De plaats heeft een alfabetiseringsgraad van 66%. 